# August Friedrich Erdmann von Krafft
August Friedrich Erdmann von Krafft (* Juni 1748 in Wandersleben; † 6. August 1822 in Breslau) war ein preußischer Generalleutnant und Chef des Dragonerregiments Nr. 11.

## Leben

### Militärlaufbahn
Er stand zunächst in den Diensten von Sachsen-Gotha und wechselte während des Siebenjährigen Krieges im Jahr 1762 in preußische Dienste. Krafft wurde als Junker im Freidragonerregiment „von Kleist“ angestellt. Nach dem Krieg wurde er am 1. Dezember 1764 als Kornett in das Kürassierregiment „von Bredow“ übernommen. Dort wurde er am 10. Mai 1769 Leutnant und nahm am Bayerischen Erbfolgekrieg teil. In den folgenden Jahren stieg Krafft bis August 1789 zum Major auf und nahm als solcher 1794/95 am Feldzug in Polen teil. Dann am 17. Juni 1798 wurde er Oberstleutnant und am 16. Juni 1799 Oberst. Am 23. August 1802 rückte er zum Regimentskommandeur auf. Bei der Revue am 22. August 1804 erhielt Krafft den Orden Pour le Mérite und am 20. März 1806 wurde er zum Generalmajor mit Patent vom 4. Juni 1806 befördert. Am 19. August 1806 wurde er auch zum Chef des Dragonerregiments „von Voß“ ernannt und musste im gleichen Jahr während des Vierten Koalitionskrieges bei Prenzlau kapitulieren.
Aufgrund der preußischen Niederlage wurde Krafft nach dem Frieden von Tilsit ab dem 19. November 1807 inaktiv gestellt und erhielt halbes Gehalt. Er bemühte sich daraufhin um eine Verwendung bei der Gendarmerie, was aber am 20. April 1812 abgelehnt wurde. Stattdessen wurde er am 8. März 1813 Kommandant von Breslau ad interim während des Abwesenheit des wirklichen Kommandanten, aber schon am 29. Mai 1813 wurde er der Stellung enthoben. Am 26. Juli 1815 erhielt Krafft seinen Abschied mit einer Pension von 1000 Talern. Zudem wurde ihm am 15. Januar 1818 der Charakter als Generalleutnant verliehen.

### Familie
Krafft heiratete 1782 Karoline von Podewils (* 17. Oktober 1763; † 9. April 1836), Tochter des preußischen Generalmajors Friedrich Wilhelm von Podewils (1723–1784). Das Paar hatte folgende Kinder:
- Maria Karoline Friederike Antone (* 27. Juni 1785; † 22. Mai 1789)
- Karoline Henriette Amalie (* 20. Dezember 1786; † 23. Mai 1789)
- Wilhelm (* 1788; † 22. März 1789)
- August Friedrich, Leutnant im Kürassier-Regiment Nr. 9
- Helene (* 1787; † 27. Juni 1819)

⚭ 1804 (Scheidung 1811) Traugott Josef Karl Graf Henckel von Donnersmarck (* 5. Januar 1773; † 26. Februar 1850)
⚭ Johann Wenceslaus Hancke (1770–1849)